# 에마뉘엘 파위
에마뉘엘 파위(Emmanuel Pahud, 1970년 1월 27일 ~ )는 프랑스-스위스계의 플루트 연주자이다. 바로크 및 클래식 플루트 레퍼토리에서 가장 잘 알려져 있다.
파위는 음악적이지 않은 가정에서 태어났다. 이탈리아에 살았던 어린 소년 파위는 플루트 소리에 매료되었다. 4세부터 22세까지 그는 François Binet, Carlos Bruneel, Aurèle Nicolet 과 같은 플루트 연주자에게 지도와 멘토링을 받았다. 파리 음악원에서 클래식 교육을 받은 그는 1992년 베를린 필하모닉 오케스트라에 합류하면서 국제 오케스트라 및 솔로 음악계에 뛰어들었다. 수년 동안 음악 스타일에서 그의 다재다능함은 "새로운 마스터 플루트 연주자의 도래를 알렸다"( The Guardian ). 바로크, 재즈, 컨템포러리, 클래식, 오케스트라, 실내악 등 다양한 장르의 음악을 연주한다 .

## 생애
파위는 제네바에서 태어났다. 그의 아버지는 스위스 가정에서 태어난 프랑스인이고, 어머니도 프랑스인이었다.
여행은 태어날 때부터 그의 삶에서 큰 부분을 차지했다. 미국계 기업에서 근무하는 아버지를 따라 어린 시절 여러 번 이사했다. 파위는 생후 6주 만에 바그다드로 이사했고, 남동생이 태어날 때에는 파리에 있었다. 1972년부터 마드리드에서 2년간 생활한 뒤, 1974년부터 로마에 4년간 정착했다. 여기서 파위와 마찬가지로 스위스-프랑스계 가정인 비네 가정이 로마의 같은 아파트에서 살았는데, 그 네 자녀도 모두 악기를 연주했다.
아버지(François)는 취리히와 파리에서 공부했지만 나중에 연주를 중단한 플루트 연주자였다. 4살 때 파위는 플루트를 처음 들었다. 장남 필립(Philippe)이 모차르트의 플루트 협주곡 1번을 연주 하면서 파위의 인생에서 놀라운 챕터가 되었다. 그는 다음과 같이 회상한다. "플루트, 바이올린, 첼로, 피아노를 들을 수 있었다. 내가 왜 플루트를 선택했는지는 모르겠지만 아마도 큰아들이 치고 있어서 그 당시 최고 수준의 연주였기 때문일지도 모른다. 아니면 아버지도 플루트 연주자였기 때문에 거기에 일종의 권위. 어쨌든 나는 부모님에게 "플룻을 연주하고 싶다, 옆집 남자가 연습하고 있는 모차르트 협주곡을 연주하고 싶다"고 말했다."
그 크리스마스, 첫 번째 플루트를 받은 후 파위는 Philippe(그는 겨우 15세)에게 첫 1년 수업을 시작했고 그 다음 3년은 Phillipe의 아버지 François에게 배웠다.
1978년, 여덟 살 때 파위 가족은 벨기에 브뤼셀로 이사했다. 그 후 에마뉘엘은 남부 브뤼셀 에 있는 Uccle 음악 아카데미에서 공부하기 시작했다. 그곳에서 그는 1979년부터 1985년까지 Michel Moinil과 함께 공부했다. 더 높은 수준의 플루트 연주에 더 집중하고 더 높은 수준의 플루트 연주에 집중하면서 파위는 1984년부터 1987년까지 브뤼셀의 Theatre Royal de la Monnaie 오페라 하우스의 당시이자 현재 수석 플루트 연주자인 Carlos Bruneel과 함께 공부하기 시작했다. 1985년 파위는 벨기에 국립 콩쿠르( le concours National de Belgique ) 에서 우승했으며 같은 해 벨기에 국립 오케스트라와 첫 콘서트를 함께 하여 11년 전 자신에게 영감을 준 작품인 모차르트 협주곡을 연주했다. K.313 G장조. 파위는 17세에 A-Level을 받을 때까지 브뤼셀에 머물렀고 파리에서 학업을 마치기 위해 떠났다. 가족의 강력한 지원으로 그는 바젤의 Peter-Lukas Graf를 포함한 다른 유럽 최고의 선수들과도 레슨을 받았다.
파위는 프랑스의 Conservatoire de Paris ( Conservatoire National Supérieur de Musique de Paris )에서 Michel Debost, Alain Marion, Pierre Artaud 및 Christian Lardé와 함께 공부했다. 공부하는 동안 그는 1988년 두이노 대회와 1989년 고베 두 가지 주요 대회에서 우승했다. 1988년 에마뉘엘은 국제 스헤 베닝 겐 음악 콩쿠르에서 2 등상을 수상 스헤 베닝 겐, 네덜란드. 이 대회에서 우승함으로써 파위는 Nello Santi의 지휘 아래 바젤 라디오 심포니의 수석 플루티스트가 되기 위해 최전선에 서게 되었으며, 그는 파리에서 학업을 마치면서 1989년에 그 자리를 얻었다. 1992년 오케스트라에서 물러났다. 세르주 첼리비다케 휘하 뮌헨 필하모닉에서 주요 플루트 연주자 위치를 지켰다. 파위는 1990년 20세의 나이로 음악원을 졸업하여 1등상(Premier Prix)을 받았다. 그 후 그는 프랑스의 가장 위대한 플루트 연주자 중 한 명인 스위스 태생의 아우렐 니콜레(Aurèle Nicolet)와 함께 스타일과 해석 면에서 다음 2년 동안 그의 연구를 계속 발전시켰는데, 그는 그의 이웃으로 밝혀졌다. 1992년 Nicolet은 그해 9월 Geneva International Music Competition 또는 le Concours International de Genève를 위한 10일 간의 광범위한 리허설과 10월 베를린 필하모닉 오케스트라(BPO) 수석 플루티스트 오디션을 위해 파위를 준비했다. 그는 제네바 국제 콩쿠르에서 1위를 차지했고 22세의 나이에 BPO의 지휘자인 클라우디오 아바도 의 임명을 받은 것은 Nicolet과의 경험 덕분이라고 말한다.
베를린 필하모닉 오케스트라(BPO) 수석 플루트 연주자로 임명된 것은 파위가 국제적인 주목을 받기 시작했다는 신호였다. 그는 전후 세대 연주자들이 은퇴하기 시작하면서 회춘 기간 동안 오케스트라에 들어갔다. 파위의 직위를 포함하여 40% 이상이 오디션을 받거나 재판을 받고 있다. 그의 전임자는 Karlheinz Zöller (1960–69, 1976–93)였다. 및 Sir James Galway (1969-75)와 같은 이전의 다른 국제 플루트 연주자들도 동일한 주요 플루티스트 위치를 차지했다.
22세의 파위는 베를린 필하모닉의 최연소 연주자였으며, 2000년 제네바 국립 고등음악원에서 Virtuosity Class를 가르치기 위해 18개월의 안식년 을 보낸 후 Simon Rattle 경의 지도하에 2002년에 복귀했다. 1년 동안 전 세계 콘서트에서 공연하기 위해. 그는 BPO를 떠나는 것이 얼마나 감정적인지 놀랐다. 그는 마지막 콘서트를 하기 몇 시간 전에 시작된 자신의 감정을 회상하며 2002년 BPO에 다시 합류한 후에야 그를 떠났다. 다양성과 전류 도체 사이먼 래틀의 권한, 파위는 레퍼토리 탐사 더 모험적으로 오케스트라 고유 작업 파트너와 용량을 제공했다. 그는 또한 Rattle을 지성으로 본다. "그는 오케스트라를 잘 알고 있고 뮤지션 의 비전 또한 파위는 전 지휘자 헤르베르트 폰 카라얀이 "훌륭한 레가토와 함께 큰 현을 만들어내는 동안"을 관찰했다. Rattle 사운드는 사운드의 정의를 달성하기 위해 훨씬 더 명확하게 구성된 매우 투명하고 구성된 사운드이다." 바로크 음악과 클래식 음악에서 이것은 시대 연주의 영향을 나타낸다.
오늘날 베를린 필하모닉은 스스로를 매우 개인주의적이고 독창적인 "대형 앙상블"이라고 생각한다. 2007년에 파위는 BPO의 Media Vorstand(또는 Media Board의 구성원)에 투표했다. 그는 Mathieu Dufour와 주요 플루트 위치를 공유한다.
파위의 업무량은 1992년 국제 경력의 초창기 이후 3배 이상 증가했다. 그 당시 그는 연간 약 50회의 콘서트를 하고 있었지만 솔로 경력의 성공과 베를린 필하모닉 오케스트라와의 지속적인 참여로 그 수는 약 160개로 늘어났다. 90개의 솔로 또는 실내악과 75개의 오케스트라 콘서트 평균 1년 – 대부분의 음악가가 무거운 작업 부하로 간주하는 공연 횟수의 약 두 배이다. 파위는 그것이 그가 평생 동안 가지고 있었던 균형이며, 그가 음악의 한 장르나 레퍼토리, 또는 그가 "음악 코너"라고 부르는 것에 고립되는 것을 막는 것이라고 말한다.
1993년, 파위는 베를린에서 자리를 잡은 직후 국제 콘서트 공연을 수락하기 시작했다. 그는 베를린 필하모닉 외에도 요미우리 일본 심포니 오케스트라, 런던 심포니 오케스트라, 톤할레 취리히 오케스트라, 스위스 로만드 오케스트라, 제네바 카메라타 베를린 라디오 심포니 오케스트라, 베를린 필하모닉 등 국제적으로 유명한 오케스트라와 협연했다. 덴마크 라디오 심포니는 덴마크 국립 심포니 오케스트라로도 알려져 있다. 그는 또한 유럽, 미국 및 극동 전역의 주요 축제에 정기적으로 출연한다. 그의 더 유명한 국제 협주곡 출연 및 지난 몇 시즌(2005-2008)의 협업에는 베를린 필하모닉, 볼티모어 심포니 오케스트라, 런던 필하모닉 오케스트라, 몬테카를로 필하모닉 오케스트라, 바이에른 라디오 심포니 오케스트라, NHK 심포니 오케스트라가 포함된다., 베를린 바록-솔리스텐, 비엔나 라디오 심포니 오케스트라, 벨기에 국립 오케스트라, 라디오 프랑스 오케스트라 필하모닉 , 바르셀로나 심포니 및 카탈로니아 국립 오케스트라와의 미국 투어( 카네기 홀 데뷔 포함). 2005-2006년에는 호주 챔버 오케스트라와 함께 비발디 플루트 협주곡을 부활시키기 위해 또 다른 유명한 협주곡 협연이 이루어졌다.
파위 또한 전용 실내악 연주자이며, 최근에 리사이틀에서 유럽, 북미, 일본에 걸쳐 국제 모습을 나타냈다. 1993년 그는 정기적인 실내악 파트너인 피아니스트 에릭 루 세이지 및 폴 마이어와 함께 프랑스 Salon-de-Provence에서 Le festival de l'Empéri를 공동 설립했다. 프랑스 인터뷰에서 파위는 축제의 성공을 "열정과 재미로 가득 찬" 프로젝트로 설명한다. 여기서 대중은 "우리의 작업, 동료 예술가, 음악가 및 배우를 인정하고 정기적으로 다시 오고 싶은 열망이 있다. " 그는 또한 축제를 콘서트 홀에서 대중이 듣는 데 익숙한 작품의 프로그래밍을 피하는 "음악 실험실"이라고 설명한다. "과감하게 연주자와 작품(음악)을 결합하고 새로운 협업을 만들고 위험을 감수하는 것이다. 파위는 그의 경력 내내 피아니스트 Éric Le Sage와 함께 여러 곡을 녹음하고 국제적으로 연주했다. 2008년 그는 예루살렘 국제 실내악 페스티벌에서 처음으로 공연을 했으며, 그곳에서 다니엘 바렌보임이 지휘한 엘리엇 카터의 플루트 협주곡 세계 초연에서 연주했다. 그는 일련의 콘서트에서 연주하기 위해 2009년 페스티벌로 돌아왔다.